# 생방송 강원시대
《생방송 강원시대》는 춘천MBC 표준FM에서 평일 저녁 6시 5분부터 저녁 7시까지 방송하는 퇴근길 라디오 시사·정보 프로그램이다.

## 진행
- 노지현 아나운서

## 역대 방송시간
| 방송 채널      | 방송 기간                         | 방송 시간                  |
| -------------- | --------------------------------- | -------------------------- |
| 춘천MBC 표준FM | 2021년 10월 4일 ~ 2024년 5월 17일 | 평일 저녁 6:10 ~ 저녁 7:00 |
| 춘천MBC 표준FM | 2024년 5월 20일 ~ 현재            | 평일 저녁 6:05 ~ 저녁 7:00 |

## 같이 보기
- 춘천문화방송
- MBC 표준FM
- 권순표의 뉴스 하이킥

| 춘천MBC 표준FM 평일 프로그램 |                         |                          |
| 이전                         | 생방송 강원시대         | 다음                     |
| MBC 18시 뉴스                | 생방송 강원시대         | MBC 저녁앤뉴스           |
| 저녁 6시 ~ 저녁 6시 5분      | 저녁 6시 5분 ~ 저녁 7시 | 저녁 7시 ~ 저녁 7시 10분 |
| 일부 지역 자체 방송          | 강원 영서 북부지역 방송 | 전국방송                 |